# Kuhlmanniodendron apterocarpum»
Kuhlmanniodendron es un género monotípico de arbustos perteneciente a la familia de las achariáceas. Su única especie: Kuhlmanniodendron apterocarpum, es originaria de Brasil donde se distribuye por la mata atlántica.

## Taxonomía
El género fue descrito por (Kuhlm.) Fiaschi & Groppo y publicado en Botanical Journal of the Linnean Society 157(1): [104–]105. 2008.
Sinonimia
- Carpotroche apterocarpa Kuhlm.